# Обучителна анализа
Обучителната анализа или още дидактична психоанализа е психоанализа провеждана на кандидата (обикновено лекар, специализирал в психиатрия) като част от неговото обучение за психоаналитик; Старшия психоаналитик, който извършва такава анализа се нарича обучаващ аналитик. Обучителната анализа е различна от психоанализата извършвана за „терапевтично лечение на пациента“ и от психоаналитичната психотерапия. Обучителната анализа също е различна от психоанализата, която се провежда от психоаналитика върху пациент по време на обучение под супервизията на аналитик. Кандидата за обучение обикновено анализира редица пациенти, всеки за три или четири години. Последната анализа е предлагана публично като "нископлатена анализа) в различни психоаналитични институти свързани с Американската психоаналитична асоциация.